# Liquidazione giudiziale
La liquidazione giudiziale (in precedenza detta fallimento) nell'ordinamento giuridico italiano, è una procedura concorsuale liquidatoria, finalizzata alla soddisfazione dei creditori mediante la liquidazione del patrimonio dell'imprenditore, a cui si può ricorrere in presenza di determinati requisiti.
Originariamente regolata dal Regio Decreto 16 marzo 1942, n. 267 (più volte modificato nel corso del tempo) tale procedura ha mantenuto la denominazione originaria solo per i procedimenti ancora in corso; infatti ai sensi del Codice della crisi d’impresa e dell’insolvenza (emanato con decreto legislativo 12 gennaio 2019, n. 14 in vigore dal 15 luglio 2022) essa è stata mutata in "liquidazione giudiziale".

## Storia
Secondo le riforme legislative messe in cantiere fra le due guerre mondiali, la disciplina del fallimento avrebbe dovuto trovare posto in un nuovo codice di commercio, come era avvenuto per il codice di commercio italiano del 1882. Per la redazione del testo, nel settembre 1939 il Ministro di Grazia e Giustizia Dino Grandi del governo Mussolini aveva spinto su un comitato ministeriale per la redazione dei testi definitivi del codice civile, affidando ad Alberto Asquini la presidenza di un apposito sottocomitato e di una sottocommissione parlamentare. Nel 1940 si decise di dar corso all'unificazione del diritto privato, ma soprattutto fu varato il codice di procedura civile italiano che fu soprannominato Grandi-Calamandrei, visto il fondamentale apporto del giurista Calamandrei alla sua concezione e redazione. Di conseguenza, il progetto di codice di commercio fu abbandonato, ma il materiale già pronto fu tuttavia in parte riversato nel codice civile italiano in fase di allestimento. La parte relativa alle procedure concorsuali confluì invece in un provvedimento legislativo a sé stante: ovvero nel Regio Decreto 16 marzo 1942, n. 267. Il testo originario di questo Regio Decreto fu redatto da alcuni componenti del comitato per il codice di commercio: i professori Alberto Asquini, Salvatore Satta, Alfredo de Marsico (quest'ultimo per la parte sanzionatoria) e dai magistrati Gaetano Miraulo e Giacomo Russo. Fra i principali autori del provvedimento, Asquini era al tempo impegnato in prima persona anche nella stesura della disciplina dell'impresa e delle società, mentre Satta in successive affermazioni espresse una valutazione fortemente critica sulla fattura complessiva della legge in questione.
Con la riforma operata dal decreto legislativo 9 gennaio 2006, n. 5, emanato sulla base della legge 14 maggio 2005, n. 80, sono mutate la disciplina e le finalità concernenti il fallimento; se infatti l'originaria formulazione della legge fallimentare disegnava il fallimento come una procedura concorsuale liquidatoria e sanzionatoria, tesa ad espellere l'imprenditore insolvente dal mercato e a liquidarne il patrimonio, ma il fallimento può anche consentire la conservazione dell'attività di impresa, attraverso il trasferimento d'azienda o l'affitto della medesima. Con la riforma sono diminuiti i poteri dell'autorità giudiziaria italiana: il giudice delegato ha funzioni di controllo e di vigilanza e il curatore è diventato il centro di tutte le attività delle procedure concorsuali (sotto la vigilanza e l'indirizzo del comitato dei creditori): nella dottrina giuridica secondo alcuni il ruolo dell'autorità giudiziaria si sarebbe accresciuto, in realtà la riforma non prevede più che essa diriga l'attività di liquidazione, ma poiché il comitato dei creditori fatica ora anche a formarsi, rientra in gioco il giudice delegato in funzione sostitutiva. L'ultima rilevante riforma è stata emanata col d.lgs. d.lgs. 12 gennaio 2019, n. 14, a sua volta modifcato dal d.lgs 13 settembre 2024, n. 136.

## Presupposti e alternative
Essa coinvolge l'imprenditore commerciale con l'intero patrimonio e i suoi creditori. Tale procedura è diretta all'accertamento dello stato di insolvenza dell'imprenditore, all'accertamento dei crediti vantati nei suoi confronti e alla loro successiva liquidazione secondo il criterio della par condicio creditorum, tenendo conto delle cause legittime di prelazione.
I presupposti necessari affinché un soggetto possa essere dichiarato fallito sono di duplice natura: soggettivi ed oggettivi. Alternativamente, il superamento della crisi dell'impresa è possibile esperendo un concordato preventivo, oppure tentando una ristrutturazione aziendale o la richiesta di amministrazione straordinaria, per consentire il salvataggio dell'impresa attraverso accordi tra l'imprenditore e i creditori.

### I presupposti soggettivi
L'art. 1 della legge fallimentare prevede che "sono soggetti alle disposizioni sul fallimento e sul concordato preventivo gli imprenditori che esercitano un'attività commerciale, esclusi gli enti pubblici". Sono quindi esclusi enti pubblici, le imprese sottoposte a liquidazione coatta amministrativa (art. 2 l.f.) e le imprese sottoposte ad amministrazione straordinaria.
Gli imprenditori commerciali risultano fallibili se si è superata anche una sola delle seguenti soglie:
| a) aver avuto, nei tre esercizi antecedenti la data di deposito della istanza di fallimento o dall'inizio dell'attività se di durata inferiore, un attivo patrimoniale di ammontare complessivo annuo non superiore ad euro trecentomila;                                                  |
| b) aver realizzato, in qualunque modo risulti, nei tre esercizi antecedenti la data di deposito dell'istanza di fallimento o dall'inizio dell'attività se di durata inferiore, ricavi lordi per un ammontare complessivo annuo non superiore ad euro duecentomila;                         |
| c) avere un ammontare di debiti anche non scaduti non superiore ad euro cinquecentomila. |
| I limiti di cui alle lettere a), b) e c) possono essere aggiornati ogni tre anni con decreto del Ministro della giustizia, sulla base della media delle variazioni degli indici ISTAT dei prezzi al consumo per le famiglie di operai ed impiegati intervenute nel periodo di riferimento. |
| La qualità di imprenditore commerciale si acquista con l'effettivo svolgimento dell'attività di cui all'art. 2195 c.c. Non è elemento determinante l'iscrizione nel registro delle imprese.                                                                                                |

In presenza dei presupposti visti in precedenza si potrà quindi presentare istanza di fallimento, ma potrebbe accadere che avanzata rituale richiesta di fallimento secondo le regole degli articoli 1 e 5 della legge fallimentare, si scopra, in sede di istruttoria prefallimentare, che l'ammontare dei debiti scaduti e non pagati è complessivamente inferiore a trentamila euro (art. 15 l. f.). Si tratta, nella sostanza, di un terzo presupposto necessario per ottenere il fallimento che si aggiunge agli altri due già visti in precedenza, e come gli importi previsti dall'art. 1 l.f. anche la cifra dei trentamila euro è aggiornata ogni tre anni con decreto del Ministro della giustizia, sulla base della media delle variazioni degli indici ISTAT dei prezzi al consumo per le famiglie di operai ed impiegati intervenute nel periodo di riferimento.
La sussistenza di tali requisiti (tranne l'ultimo, che deriva dagli atti di causa) deve essere chiaramente provata dall'imprenditore in crisi nell'udienza in cui è convocato. In pratica, la prova avviene attraverso l’analisi della rappresentazione contabile delle società, ma la giurisprudenza ritiene ammissibili in via di integrazione, cumulo e sostituzione anche strumenti probatori alternativi (es. qualunque altro documento, anche formato da terzi, suscettibile di fornire la rappresentazione storica dei fatti).
Tuttavia, con riguardo al requisito inerente ai debiti, poiché l'apertura della procedura avviene ad istanza di parte (istanza di fallimento), le parti istanti possono in ogni caso concedere tempo al loro debitore per provvedere al versamento di acconti, con congruo rinvio dell'udienza per verificare l'avvenuto adempimento degli impegni di pagamento.
Nel terzo comma si precisa che "le lettere a), b) e c) del secondo comma possono essere aggiornate ogni tre anni, con decreto del Ministro della giustizia, sulla base della media delle variazioni degli indici ISTAT dei prezzi al consumo per le famiglie di operai e impiegati intervenute nel periodo di riferimento". Nella prassi tuttavia non è sempre facile verificare la sussistenza dei presupposti per evitare il fallimento, magari per l'inaffidabilità delle scritture contabili presentate dal fallendo; la prassi dei Tribunali è di solito per dichiarare comunque il fallimento in casi di dubbio, mentre un presupposto sufficiente per dichiarare il fallimento è anche la fuga dell'imprenditore, ritenuta provata se l'imprenditore non si presenta alla convocazione avanti al giudice competente. Nella prassi sono frequenti dichiarazioni di fallimento di piccoli imprenditori su istanza di dipendenti per mancato pagamento di "indennità di fine rapporto". Il legislatore ha così ridefinito l'ambito di applicazione della disciplina del fallimento, abbandonando la nozione di "piccolo imprenditore", desumibile dal codice civile e togliendo valore a qualsiasi differenza tra piccolo imprenditore individuale e piccola impresa societaria, escludendo dal fallimento anche le società commerciali di piccole dimensioni, non solo tramite le esclusioni prima elencate, ma anche imponendo un contributo alle spese di giustizia elevato per poter presentare l'istanza di fallimento. In caso di fallimento fallisce l'impresa, ma non l'azienda (che anzi può essere rivenduta), anche se di fatto il fallimento viene imputato a chi l'impresa la gestiva, cioè l'imprenditore o l'amministratore che gestiva l'impresa nel caso di società persona giuridica. Per tale nozione è determinante l'articolo 2221 del codice civile ("gli imprenditori che esercitano un'attività commerciale esclusi gli enti pubblici e i piccoli imprenditori, sono soggetti, in caso di insolvenza alle procedure del fallimento e del concordato preventivo, salvo le disposizioni delle leggi speciali”) e gli articoli 1 e 5 della legge fallimentare ("l'imprenditore che si trova nello stato di insolvenza è dichiarato fallito"); ovviamente l'imprenditore in tale ambito può essere sia una persona fisica che una società di capitali o di persone.
Visto che dalla legge fallimentare non è possibile ricavare una definizione di imprenditore commerciale, la giurisprudenza è concorde nel ritenere che tale nozione vada correlata agli articoli 2082 del codice civile ("è imprenditore chi esercita professionalmente un'attività economica organizzata al fine della produzione o dello scambio di beni e servizi") e 2195 del codice civile ("sono soggetti all'obbligo dell'iscrizione nel registro delle imprese gli imprenditori che esercitano:
- un'attività industriale, diretta alla produzione di beni e servizi;
- un'attività intermediaria nella circolazione dei beni;
- un'attività bancaria o assicurativa.")

Da tali norme si giunge a poter escludere dal fallimento gli imprenditori che non esercitano attività commerciale (es. imprenditori agricoli, anche se nel frattempo sono tenuti all'iscrizione al registro delle imprese della Camera di commercio) e gli enti pubblici; le società commerciali sono considerate soggette al fallimento in ogni caso, tranne i casi che abbiano per oggetto ed esercitino effettivamente esclusivamente attività agricole o professionali (società tra professionisti), con la relativa iscrizione agli albi professionali od all'albo degli imprenditori agricoli; tuttavia anche le società (dopo l'ultima riforma) possono essere considerate "piccoli imprenditori", se rispettano i relativi requisiti prima esposti. La legge fallimentare regola anche ipotesi particolari, in cui si assoggetta a fallimento l'imprenditore che abbia cessato l'attività d'impresa o l'imprenditore defunto. Per il fallimento dell'imprenditore che ha cessato l'attività d'impresa l'articolo 10 della legge fallimentare dispone che "gli imprenditori individuali e collettivi possono essere dichiarati falliti entro un anno dalla cancellazione dal registro delle imprese, se l'insolvenza si è manifestata anteriormente alla medesima o entro un anno successivo", dando la possibilità "in caso di impresa individuale o di cancellazione di ufficio degli imprenditori collettivi di dimostrare il momento dell'effettiva cessazione dell'attività da cui decorre il termine del primo comma". Grazie a tale disposizione, modificata dalla riforma del 2006, vista anche la dichiarazione di incostituzionalità della precedente versione dell'art.10 (sentenza della Corte Costituzionale n.319 del 21 luglio 2000), è data la possibilità di dimostrare il momento dell'effettiva cessazione dell'attività.
Circa il problema che riguarda il fallimento dell'imprenditore defunto, secondo l'articolo 11 della legge fallimentare, "l'imprenditore può essere dichiarato fallito quando ricorrono le condizioni stabilite nell'articolo precedente. L'erede può chiedere il fallimento del defunto, purché l'eredità non sia già confusa con il suo patrimonio…: con la dichiarazione di fallimento cessano di diritto gli effetti della separazione dei beni ottenuta dai creditori del defunto a norma del codice civile". L'accettazione del patrimonio del defunto per l'erede può avere conseguenze:
- se l'erede accetta l'eredità in "modo puro e semplice", si ha una unione tra il patrimonio del defunto ed il patrimonio dell'erede, con la conseguenza che qualora vi siano dei creditori, questi potranno rifarsi sul patrimonio di entrambi senza alcuna esclusione;
- Se l'eredità è accettata con beneficio di inventario, rimarrà la separazione del patrimonio del ricevente dal patrimonio del defunto;
- Nel caso in cui vi sono più eredi e il fallimento si apre prima della spartizione dell'eredità, questa non potrà più essere divisa fino al termine del fallimento; al contrario se il fallimento è avviato dopo la divisione dell'eredità, il curatore potrà rientrare in possesso di tutti i beni che formavano l'eredità prima della divisione tra i rispettivi eredi. È bene precisare che gli eredi possono decidere di non consegnare al curatore il bene che dovrebbe rientrare nell'ambito del fallimento, in cambio del pagamento dei debiti equivalenti al valore del bene ricevuto.

### Presupposto oggettivo: stato di insolvenza
Presupposto oggettivo per la dichiarazione di fallimento è lo stato di insolvenza: secondo l'art. 5 della legge fallimentare "l'imprenditore che si trova in stato di insolvenza è dichiarato fallito". Una nozione di insolvenza è stata fornita dalla Corte di cassazione individuandola in "uno stato di impotenza funzionale non transitoria, quindi non passeggera, a soddisfare le obbligazioni contratte dall'imprenditore". Lo stato di insolvenza è stato introdotto con la riforma della legge fallimentare del 1942. Anteriormente a quella riforma, la condizione oggettiva era la semplice "cessazione dei pagamenti" da parte del "commerciante". La nozione di "cessazione di pagamenti" era peraltro causa di incertezza posto che da un lato anche un semplice inadempimento poteva portare al fallimento, anche con un quadro aziendale di ripresa concreta, e viceversa poteva accadere che il commerciante, pur adempiendo alle proprie obbligazioni, lo facesse con mezzi fraudolenti, evitando così il fallimento.
L'art. 5 della legge fallimentare 1942 dispone che "L'imprenditore che si trova in stato d'insolvenza è dichiarato fallito. Lo stato d'insolvenza si manifesta con inadempimenti od altri fatti esteriori, i quali dimostrino che il debitore non è più in grado di soddisfare regolarmente le proprie obbligazioni." Lo stato d'insolvenza corrisponde quindi all'incapacità patrimoniale irreversibile dell'imprenditore commerciale che non riesce a far fronte regolarmente alle proprie obbligazioni, con mezzi ordinari e alle scadenze dovute, nei confronti dei creditori o di terzi.
L'insolvenza, inoltre, per poter portare ad una dichiarazione di fallimento, deve non solo sussistere, ma anche manifestarsi all'esterno tramite inadempimenti o anche fatti esteriori, i quali dimostrino che l'imprenditore commerciale non è più in grado di adempiere regolarmente alle proprie obbligazioni.
L'accertamento dello stato d'insolvenza di cui all'art. 5 della legge fallimentare impone pertanto l'accertamento di quattro distinti elementi:
- la sussistenza di inadempimenti e altri fatti sintomatici dell'insolvenza;
- la loro esteriorizzazione;
- la dimostrazione che l'imprenditore non sia più in grado di adempiere regolarmente alle proprie obbligazioni;
- la tendenziale irreversibilità di detta situazione;

Lo stato di insolvenza per essere rilevante ai fini del fallimento deve essere manifesto. Ma tale identificazione non coincide con il momento genetico della stessa. Infatti tale stato è un processo che non si esaurisce in un unico momento, ma è un susseguirsi di situazioni che durano nel tempo, spesso impercettibili dall'esterno dell'impresa sino all'atto della loro esteriorizzazione. Il legislatore non considera il fenomeno dell'insolvenza fino a quando non venga ritenuto pericoloso, lasciando l'imprenditore fino a quel momento libero di gestire le sue difficoltà. Spesso l'imprenditore è restio a prendere atto della situazione di insolvenza e quindi a renderla manifesta. Tale comportamento può provocare conseguenze negative sulla tempestività della diagnosi dello stato di insolvenza e quindi sulla dichiarazione di fallimento. Il legislatore ha pertanto ritenuto di prevedere sanzioni penali per l'imprenditore che aggravi il proprio dissesto astenendosi dal richiedere il proprio fallimento (art. 217 della legge fallimentare) o che pur conoscendo lo stato d'insolvenza continua a fare ricorso al credito (art. 218 della legge fallimentare).
Lo stato di insolvenza consiste in una situazione oggettiva d'impotenza patrimoniale non temporanea: l'imprenditore non è più in grado di far fronte regolarmente ai propri impegni economici con mezzi usuali di pagamento. Non è necessaria, ai fini della dichiarazione di insolvenza, una pluralità di mancati pagamenti, ma può anche essere sufficiente un solo inadempimento, quando sia idoneo a dimostrare l'esistenza di uno stato di dissesto patrimoniale con l'oggettiva incapacità dell'imprenditore di soddisfare regolarmente e con mezzi normali gli obblighi assunti. Quanto all'elemento della regolarità, ci si riferisce alla puntualità degli adempimenti e all'utilizzo di mezzi di pagamento usuali nel mondo commerciale. L'insolvenza può manifestarsi anche con "altri fatti esteriori", cioè con qualsiasi manifestazione che riveli lo stato di impossibilità oggettiva e strutturale dell'imprenditore di adempiere alle proprie obbligazioni. Quindi possiamo descrivere lo stato di insolvenza non come una volontà dell'imprenditore di non adempiere, ma uno stato di incapacità irreversibile di far fronte ai propri impegni verso creditori e terzi. Gli altri fatti che descrivono lo stato di crisi dell'imprenditore sono elencati nell'art. 7 della legge fallimentare del 1942 (fuga, irreperibilità o latitanza dell'imprenditore, chiusura dei locali dell'impresa, trafugamento, sostituzione o diminuzione fraudolenta dell'attivo da parte dell'imprenditore). Possono essere considerati sintomatici dell'insolvenza: il suicidio dell'imprenditore; l'alienazione in blocco dei beni di proprietà dell'imprenditore.

## Gli organi

### Tribunale fallimentare
Il tribunale fallimentare è l'organo principale investito dell'intera procedura fallimentare. Nomina, revoca e sostituisce gli altri organi della procedura, quando non è prevista la competenza del giudice delegato. Il tribunale del luogo ove l'imprenditore ha la sede principale dell'impresa dichiara il fallimento ed è quindi competente a compiere tutte le azioni che ne derivano.
Tutti i suoi provvedimenti sono pronunciati per decreto. Se nell'anno precedente alla domanda di fallimento è avvenuto il trasferimento della sede dell'impresa, ciò non ha rilevanza ai fini della competenza. La Corte di cassazione può decidere sull'eventuale incompetenza del tribunale e quindi disporre la trasmissione degli atti dal tribunale incompetente a quello dichiarato competente.
In particolare il tribunale fallimentare:
- nomina il giudice delegato[13] nonché il curatore fallimentare,[14] sorvegliandone l'operato e potendoli sostituire per giustificato motivo;
- opera sostituzioni nel comitato dei creditori su richiesta dei creditori;
- decide controversie che esulano dalla competenza del giudice delegato o in caso di reclamo contro gli atti di quest'ultimo;
- può chiedere in qualsiasi momento informazioni e chiarimenti al fallito, al comitato dei creditori ed al curatore.

Salvo non sia disposto diversamente, tutti questi provvedimenti vengono adottati con decreto, una volta inoppugnabile, oggi impugnabili con reclamo in Corte d'appello entro il termine di dieci giorni dalla notifica o ricevuta notizia.

### Giudice delegato
Dall'entrata in vigore del decreto legislativo 9 gennaio 2006, n. 5 il giudice delegato (G.D.) perde il suo carattere di centralità nella procedura fallimentare, passando dal compito di dirigere le operazioni, a "vigilare e controllare sulla regolarità della procedura".
I suoi compiti sono:
- riferire al tribunale su ogni affare per il quale è richiesto un provvedimento del collegio;
- emettere provvedimenti diretti alla conservazione del patrimonio;
- convocare il curatore e il comitato dei creditori;
- liquidare il compenso al curatore;
- provvedere ai reclami contro gli atti del curatore e del comitato dei creditori;
- autorizzare il curatore a stare in giudizio, per ogni grado e per atti determinati;
- nominare gli arbitri su proposta del curatore;
- accertare i crediti e i diritti reali vantati dai terzi;
- approvare il programma di liquidazione;
- provvedere in caso di inerzia o inoperatività del comitato dei creditori;

Tutti i provvedimenti sono pronunciati con decreto motivato. Contro i decreti del giudice delegato, entro dieci giorni dalla notifica dell'atto è proponibile reclamo al tribunale fallimentare, reclamo che può essere proposto dal curatore, dal comitato dei creditori o da chiunque ne abbia interesse. Il reclamo non è proponibile decorsi novanta giorni dal deposito dell'atto presso la cancelleria del tribunale. Il reclamo non sospende l'esecuzione del provvedimento.

### Curatore fallimentare
Il curatore fallimentare è una figura prevista dalla legge fallimentare italiana che ha il compito di provvedere all'amministrazione del patrimonio fallimentare e compie tutte le operazioni della procedura fallimentare sotto la vigilanza del giudice delegato e del comitato dei creditori.

### Comitato dei creditori
Il comitato dei creditori è nominato dal giudice delegato entro trenta giorni dalla sentenza di fallimento, sulla base delle risultanze documentali, sentiti il curatore e i creditori stessi, ed è organo fondamentale procedura fallimentare. In caso di insufficienza dei creditori o nell'ipotesi in cui non si rendano disponibili le sue funzioni sono assunte dal giudice delegato. È composto da tre o cinque membri, con un presidente nominato entro dieci giorni a maggioranza dai creditori. I membri sono scelti tra i creditori che hanno dato la loro disponibilità o sono stati segnalati da altri creditori, in modo da rappresentare quantità e qualità dei crediti in maniera equilibrata. È prevista la possibilità di delega a chi presenta i requisiti per essere nominato curatore. Vigila sull'operato del curatore e ne propone la revoca, autorizza gli atti (come quelli di straordinaria amministrazione, programma di liquidazione, esercizio provvisorio di bilancio, affitto d'azienda, diritto di prelazione, atti di vendita precedenti l'approvazione del programma di liquidazione), esprime pareri e le sue decisioni sono prese a maggioranza dei votanti entro quindici giorni dalla richiesta al presidente. Il voto può essere espresso anche tramite fax o con altro mezzo telematico. I membri possono svolgere ispezioni sulle scritture contabili e sui documenti della procedura.

## La procedura

### La richiesta
L'art. 6 della legge fallimentare del 1942 dispone che "Il fallimento è dichiarato su ricorso del debitore, di uno o più creditori o su richiesta del pubblico ministero".
La dichiarazione di fallimento può pertanto essere richiesta:
- dallo stesso debitore (fermo restando che spetta sempre al tribunale accertare l'esistenza oggettiva dello stato di insolvenza);
- dal creditore (o dai creditori), che deve provare lo stato di insolvenza del debitore;
- dal pubblico ministero (PM), qualora ravvisasse una situazione di insolvenza risultante da un procedimento penale, ovvero dalla fuga, dalla irreperibilità o latitanza dell'imprenditore, dalla diminuzione fraudolenta dell'attivo, o ancora quando l'insolvenza risultasse da una segnalazione proveniente da un giudice che l'abbia rilevata nel corso di un procedimento civile.
- dal curatore del fallimento di una società, limitatamente alla richiesta che il fallimento sia esteso anche al socio occulto o di fatto.

La varietà dei legittimati a chiedere fallimento dimostra la notevole diversità degli interessi tutelati; mentre i creditori e debitori sono parti private, il pubblico ministero costituisce un organo con caratteristiche proprie e ben delineate rispetto agli altri soggetti dell'iniziativa.
Per quello che riguarda l'imprenditore l'art. 14 della legge fallimentare del 1942 recita "L'imprenditore che chieda il proprio fallimento deve depositare presso la cancelleria del tribunale le scritture contabili e fiscali obbligatorie concernenti i tre esercizi precedenti, ovvero l'intera esistenza dell'impresa se questa ha avuto una minore durata. Deve inoltre depositare uno stato particolareggiato ed estimativo delle sue attività, l'elenco nominativo dei creditori e l'indicazione dei rispettivi crediti, l'indicazione dei ricavati lordi per ciascuno degli ultimi tre anni, l'elenco nominativo di coloro che vantano diritti reali e personali su cose in suo possesso e indicazione delle cose stesse e del titolo da cui sorge il diritto." La richiesta di fallimento da parte dell'imprenditore si può considerare una facoltà dello stesso, appunto per evitare una serie di azioni esecutive individuali. La domanda di fallimento per l'imprenditore però diventa un obbligo quando l'astensione dalla richiesta produrrebbe un aggravamento dello stato di insolvenza. Infatti l'art. 217 n. 4 della legge fallimentare prevede fra i fatti di bancarotta semplice, imputabili all'imprenditore fallito, con ricorso da depositarsi nella cancelleria del tribunale competente, quello dell'aggravamento del dissesto.
Altri soggetti legittimati a richiedere la dichiarazione di fallimento sono i creditori dell'imprenditore. Può chiedere il fallimento qualsiasi creditore, chirografario o privilegiato, anche se il proprio credito non è ancora esigibile o è sottoposto a condizione risolutiva o sospensiva. Nella prassi i tribunali fallimentari chiedono come requisito ulteriore l'aver precedentemente ottenuto un titolo esecutivo (titolo non richiesto espressamente da alcuna disposizione della legge fallimentare).
Infine il fallimento può essere promosso dal Pubblico ministero secondo le disposizioni dell'art 7 della legge fallimentare 1942 cioè "quando l'insolvenza risulta nel corso di un procedimento penale, ovvero dalla fuga, dell'irreperibilità o dalla latitanza dell'imprenditore, dalla chiusura dei locali dell'impresa, dal trafugamento, dalla sostituzione o dalla diminuzione fraudolenta dell'attivo da parte dell'imprenditore; quando l'insolvenza risulta dalla segnalazione proveniente dal giudice che l'abbia rilevata nel corso di un giudizio civile.”. Il fatto che sia stata soppressa la dichiarazione di fallimento d'ufficio risulta controbilanciata dall'affidamento al pubblico ministero del potere/dovere di dar corso alla segnalazione del giudice dello stato d'insolvenza accertato in corso di giudizio. Solo in caso di soci illimitatamente responsabili, il tribunale provvede d'ufficio.
Alcune delle previsioni indicate in tale articolo 7, come i casi di diminuzione fraudolenta dell'attivo, possono essere considerate fatti costitutivi di bancarotta; altre, come i casi di irreperibilità e latitanza, possono essere considerate dei meri indizi.

### Istruttoria prefallimentare
Dal 2006 l'articolo 15 L.Fall. delinea una dettagliata regolamentazione del fallimento, introducendo il principio dell'audizione obbligatoria del debitore, che nella precedente norma era prevista solo come facoltativa. In tal modo il legislatore assicura un accertamento a cognizione piena nel contraddittorio tra le parti. Il legislatore ha imposto la partecipazione del debitore, sin dalla fase prefallimentare, dandogli la possibilità di difendersi, alla luce delle gravi ripercussioni che implica il fallimento, non solo sotto un aspetto economico-commerciale, ma anche nei suoi rapporti sociali, di reputazione e nella sua capacità di agire.
Il legislatore ha previsto che il procedimento per la dichiarazione di fallimento debba svolgersi davanti al tribunale in composizione collegiale "con le modalità dei procedimenti in camera di consiglio" (articolo 15 comma 1 della legge fallimentare); il procedimento può essere affidato anche ad un giudice relatore, nominato dal presidente del tribunale.
La fase dell'istruttoria prefallimentare ha il compito di accertare che sussistano i presupposti necessari per la fallibilità; a tale accertamento dovrà seguire tempestiva comunicazione al debitore, tramite la notificazione del decreto di convocazione per lo svolgimento di un'udienza. Tra la notificazione del decreto e l'udienza deve intercorrere un termine dilatorio di almeno 15 giorni, che può essere abbreviato dal tribunale qualora ricorrono particolari motivi d'urgenza. La convocazione dovrà essere effettuata, anche qualora dagli atti si evinca che non sussistano i requisiti per il fallimento. Trattandosi, come già anticipato, di un processo a cognizione piena, il giudice dovrà accertare le presenza di entrambe le parti, altrimenti dovrà dichiarare la contumacia. Qualora il debitore non si fosse presentato, per cause non imputabili a sé stesso, sarà compito del giudice ordinare la rinnovazione della notificazione, cioè una nuova convocazione del debitore. Il debitore, quindi, una volta convocato, potrà depositare le proprie memorie difensive, contenenti eventuali domande di risarcimento del danno o eventuali eccezioni processuali non rilevate d'ufficio.
Infine nell'ultimo comma dell'articolo 15 si dispone che "se l'ammontare dei debiti scaduti e non pagati risultanti dall'atto dell'istruttoria prefallimentare è complessivamente inferiore ad euro 30.000” non si dà luogo alla dichiarazione di fallimento. Tale importo è periodicamente aggiornato ogni tre anni con decreto del Ministero della giustizia sulla base dei valori ISTAT. L'art 9 della legge fallimentare del 1942 prevede che "Il fallimento è dichiarato dal tribunale del luogo dove l'imprenditore ha la sede principale dell'impresa."
Competente a dichiarare il fallimento è quindi il tribunale nel cui circondario si trova la sede principale dell'impresa dell'imprenditore commerciale in stato d'insolvenza. È esclusa la competenza a pronunciarsi sul fallimento di qualsiasi altro giudice. Il fallimento deve essere unico, dato che riguarda necessariamente l'intero patrimonio dell'imprenditore; è pronunciato e si svolge in un solo luogo e davanti a un solo tribunale. Nel caso di più imprese facenti capo ad un unico imprenditore è competente per il fallimento il tribunale del luogo in cui si trova la sede principale dell'impresa o la sede principale della maggior impresa. Se non sia possibile individuare la sede principale di imprenditori che non hanno sedi stabili, si applica il principio della prevenzione. Per sede dell'impresa s'intende al luogo dove sono collocati il centro degli affari, la direzione e amministrazione attinenti all'attività. La sede principale e l'azienda, o stabilimento, possono anche non coincidere. Nel caso in cui la sede dichiarata non corrisponda a quella reale, avendo la pubblicità efficacia meramente dichiarativa, competente sarà il tribunale del luogo della sede effettiva.
L'art 9 comma 2 della legge fallimentare stabilisce che il trasferimento della sede intervenuto nell'anno antecedente all'esercizio dell'iniziativa per la dichiarazione di fallimento non influisce ai fini della competenza. Prescrive inoltre che l'imprenditore che ha la sede principale all'estero può essere dichiarato fallito nella Repubblica Italiana se abbia in Italia una sede secondaria. Nei casi in cui dopo l'iniziativa per la dichiarazione di fallimento l'imprenditore abbia spostato la sede all'estero, rimane competente la giurisdizione italiana.
Art 9-bis legge fallimentare 1942 stabilisce che "Il provvedimento che dichiara l'incompetenza è trasmesso in copia al tribunale dichiarato incompetente, il quale dispone con decreto l'immediata trasmissione degli atti a quello competente. Allo stesso modo provvede il tribunale che dichiara la propria incompetenza." Quando si verifica che il tribunale adito risulti incompetente, la procedura è trasferita d'ufficio al tribunale competente, senza che ciò comporti la nullità di tutti gli atti compiuti precedentemente. Il tribunale dichiarato competente, entro venti giorni dal ricevimento degli atti, se non chiede il regolamento di competenza ai sensi dell'art. 45 del codice di procedura civile, dispone la prosecuzione della procedura fallimentare, nominando il nuovo giudice delegato e il relativo curatore. Nel caso di conflitto positivo di competenza, l'art 9-ter della legge fallimentare prevede che "Quando il fallimento è stato dichiarato da più tribunali, il procedimento prosegue avanti al tribunale competente che si è pronunciato per primo". L'oggetto del procedimento, davanti al tribunale, è l'accertamento dei presupposti oggettivi e soggettivi per la dichiarazione di fallimento.
L'art. 15 della legge fallimentare stabilisce che "Il procedimento per la dichiarazione di fallimento si svolge dinanzi al tribunale in composizione collegiale con le modalità dei procedimenti in camera di consiglio." Il procedimento camerale è un procedimento speciale a cognizione piena, che da un lato rende più spedito e concentrato il procedimento, e dall'altro rispetta le garanzie costituzionali prescritte dall'art. 111 costituzione (principio del contraddittorio) e il diritto alla prova. Il tribunale può delegare l'istruttoria a un giudice relatore che poi riferirà al collegio; non è ovviamente delegabile la pronuncia del provvedimento finale che deve essere assunta necessariamente dal collegio.
Il debitore, il creditore o il pubblico ministero devono partecipare all'udienza. È pertanto previsto che delle parti siano convocate notificando alle stesse il ricorso introduttivo ed il decreto di fissazione dell'udienza almeno quindici giorni prima della stessa. Tale convocazione è effettuata con notifica. In ogni caso il tribunale richiede all'imprenditore di depositare, ove non lo abbia già fatto, i bilanci relativi agli ultimi 3 anni di esercizio e la situazione economico-finanziaria–patrimoniale. Inoltre il tribunale può emettere provvedimenti cautelari o conservativi ad istanza di parte, a tutela del patrimonio dell'impresa per la durata dell'istruttoria fallimentare.

### La sentenza dichiarativa
Se i presupposti oggettivi e soggettivi sono stati provati, il tribunale fallimentare dichiara il fallimento con sentenza (art. 16 della legge fallimentare). L'art. 17 della stessa legge prevede che "Entro il giorno successivo al deposito in cancelleria, la sentenza che dichiara il fallimento è notificata, su richiesta del cancelliere, ai sensi dell'articolo 137 del codice di procedura civile al pubblico ministero, al debitore, eventualmente presso il domicilio eletto nel corso del procedimento previsto dall'articolo 15, ed è comunicata per estratto, ai sensi dell'articolo 136 del codice di procedura civile, al curatore ed al richiedente il fallimento. L'estratto deve contenere il nome del debitore, il nome del curatore, il dispositivo e la data del deposito della sentenza “.
Contro la sentenza dichiarativa di fallimento può essere proposto reclamo da chi vuole contestare la sussistenza, al momento in cui è stato dichiarato fallimento, dei suoi presupposti soggettivi o oggettivi. Il reclamo si introduce con ricorso da depositare presso la corte d'appello, da parte del debitore o di ogni altro interessato. Se all'esito del giudizio di reclamo, risulta che il fallimento sia stato dichiarato in presenza di tutti i suoi presupposti, la corte rigetterà il reclamo con decreto motivato da notificare al reclamante, il quale potrà proporre ricorso per cassazione nei trenta giorni successivi. Se invece mancano i presupposti del fallimento il reclamo è accolto e la corte revoca la sentenza dichiarativa di fallimento. La sentenza dichiarativa di fallimento contiene anche la nomina del giudice delegato e del curatore, l'ordine al fallito di depositare tutte le scritture contabili e fiscali obbligatorie, l'elenco dei creditori, la fissazione dei termini relativi al procedimento di accertamento dello stato passivo, la conferma, modifica o revoca dei provvedimenti cautelari o conservativi. La sentenza è notificata d'ufficio alle parti istanti. Inoltre è resa pubblica mediante la pubblicazione nel registro delle imprese. Essa è immediatamente esecutiva fra le parti del processo dalla data di deposito in cancelleria. Mentre per i terzi gli effetti si producono solo dopo l'iscrizione nel registro delle imprese, tutelando così coloro che in buona fede contraggono rapporti con l'imprenditore fallito. Il giudice, che respinge il ricorso per la dichiarazione di fallimento, provvede con decreto motivato, comunicato a cura del cancelliere alle parti.

### Composizione ed accertamento del passivo
Per la ripartizione dell'attivo è necessario accertare prima il passivo, ovvero verificare quali e quanti sono i creditori del fallito e quali di questi siano garantiti da privilegi. Ciò è importante poiché in riferimento alla dichiarazione di fallimento, l'art. 51 della legge fallimentare, dispone il divieto per i singoli creditori "di proporre azioni individuali esecutive o cautelari". Bisogna precisare che in seguito alla riforma il ricorso di insinuazione al passivo può contenere non solo la somma del credito vantato, ma anche "la descrizione del bene di cui si chiede la restituzione o la rivendicazione" che si trovi in possesso del fallito. Al ricorso devono essere allegati "i documenti dimostrativi del diritto del creditore ovvero del diritto del terzo che chiede la restituzione o rivendica il bene.".
Il curatore una volta esaminate tutte le scritture del fallito procede alla comunicazione ai creditori invitandoli a partecipare alla procedura, depositando nella cancelleria del tribunale competente la domanda di ammissione almeno trenta giorni prima dell'udienza fissata per l'esame dello stato passivo.
Per quanto riguarda la disciplina sulla comunicazione l'art. 97 della legge fallimentare dispone che "la comunicazione è data a mezzo raccomandata con avviso di ricevimento, ovvero tramite telefax o posta elettronica quando il creditore abbia indicato tale modalità di comunicazione". La domanda di ammissione può essere presentata anche personalmente dal creditore, il quale dovrà indicare, a pena di inammissibilità, oltre alle ragioni di fatto e di diritto su cui la domanda si fonda, anche la procedura a cui intende insinuarsi e la somma per cui chiede l'ammissione. Il legislatore considera, ai fini del concorso, tutti i crediti scaduti alla data di dichiarazione di fallimento, rendendo così immediatamente omogenea la ripartizione delle somme liquidate dall'attivo. Per i crediti concorsuali la forma tipica di partecipazione è quella pecuniaria (credito certo, scaduto e determinato). Unica eccezione è prevista per coloro che hanno diritto alla consegna di beni determinati che possono essere soddisfatti in forma specifica.
Altra categoria sono i crediti condizionati, cioè i crediti a cui sia apposta una condizione sospensiva. Detti crediti sono ammessi al passivo con riserva, con la conseguenza che i relativi creditori non potranno partecipare ad eventuali riparti parziali dell'attivo, ma si vedano accantonate le somme a loro spettanti. Nel caso in cui il creditore sia anche debitore del fallito, può avere applicazione la compensazione: i crediti omogenei, liquidi ed esigibili si estinguano. L'ordine di soddisfazione dei crediti segue una gerarchia ordinata, in ragione della differenza dei titoli di partecipazione. La regola secondo cui i creditori privilegiati si soddisfano con priorità rispetto agli altri creditori è imposta dal fatto che detti creditori sono muniti di un titolo rafforzativo del proprio credito (pegno, ipoteca, privilegio speciale o generale immobiliare o mobiliale) ciò ovviamente a conclusione che l'atto da cui risulti il privilegio opponibile al fallimento.
Per quanto riguarda i crediti chirografari, essi saranno soddisfatti in sede di distribuzione dell'attivo, solo dopo il soddisfacimento dei creditori privilegiati. Essi sono ammessi al passivo per la parte di capitale e per gli interessi maturati alla data di dichiarazione di fallimento. Esistono infine i creditori postergati ossia dei creditori che, in ragione del titolo da cui derivano i loro crediti, possono essere soddisfatti solo dopo l'integrale soddisfacimento degli altri creditori. I crediti di massa, in quanto derivanti dall'attività del curatore nel corso del fallimento (compensi, onorari derivanti da crediti di contratti pendenti o dall'esercizio), proprio in ragione della loro finalizzazione all'interesse della procedura e di tutti i creditori, sono necessariamente soddisfatti prima di ogni altro credito.
Il curatore scaduti i termini provvede a redigere un progetto di stato passivo nel quale deve, rispetto a ciascuna domanda, formulare le proprie conclusioni, motivandole ed eccependo gli eventuali fatti impeditivi, estintivi e modificativi delle pretese fatte valere da ciascun creditore. Il curatore, in via di eccezione, potrà far valere anche vizi genetici e funzionali del titolo su cui si fonda la domanda del creditore compresi anche i vizi che comportino l'annullamento, risoluzione o rescissione del titolo.
Il progetto di stato passivo dovrà essere depositato in cancelleria dal curatore quindici giorni prima dell'udienza. Tutti i creditori possono prendere visione. È facoltà dei creditori presentare osservazioni scritte, documenti integrativi fino al giorno dell'udienza stessa. All'udienza per la verificazione dello stato passivo, il giudice provvede con decreto succintamente motivato su ciascuna domanda. Con riferimento a ciascuna domanda il giudice potrà disporre l'accoglimento, con la conseguente ammissione al passivo (con eventuale riserva) o il rigetto che dovrà essere motivato, con una motivazione che può comprendere anche per pregiudizialità del giudizio penale rispetto al presente rapporto. Il giudice delegato, dopo aver completato l'esame di tutte le domande con decreto dichiara esecutivo lo stato passivo; tale provvedimento chiude la fase di accertamento che si svolge davanti al giudice delegato. Il curatore provvede in seguito con la comunicazione a ciascun creditore dell'esito della domanda e per quanto concerne la eventuali questioni pregiudiziali, invia un rapporto alla Procura della Repubblica. Dal ricevimento di detta comunicazione decorrono i termini per la proposizione delle impugnazioni avverso lo stato passivo.
Secondo l'art. 98, comma 2 della legge fallimentare: "Con l'opposizione il creditore o il titolare di diritti su beni mobili o immobili contestano che la propria domanda sia stata accolta in parte o sia stata respinta; l'opposizione è proposta nei confronti del curatore».
L'opposizione può essere proposta dal creditore o dal titolare di diritti su beni immobili o mobili, la cui domanda sia stata accolta solo in parte o respinta. Si propone al tribunale fallimentare, nei confronti del curatore. Il comma 3 prevede che "Con l'impugnazione il curatore, il creditore o il titolare di diritti su beni mobili o immobili contestano che la domanda di un creditore o di altro concorrente sia stata accolta; l'impugnazione è rivolta nei confronti del creditore concorrente, la cui domanda è stata accolta. Al procedimento partecipa anche il curatore». L'impugnazione tende alla modificazione dello stato passivo e in particolare, ad espungere dalla sfera un credito ammesso. Può essere proposto oltre che da altro creditore ammesso anche dal curatore. La domanda si propone al tribunale fallimentare nei confronti del titolare del credito contestato. Il curatore è sempre parte del giudizio.
Mentre per il comma 4: "Con la revocazione il curatore, il creditore o il titolare di diritti su beni mobili o immobili, decorsi i termini per la proposizione della opposizione o della impugnazione, possono chiedere che il provvedimento di accoglimento o di rigetto vengano revocati se si scopre che essi sono stati determinati da falsità, dolo, errore essenziale di fatto o dalla mancata conoscenza di documenti decisivi che non sono stati prodotti tempestivamente per causa non imputabile. La revocazione è proposta nei confronti del creditore concorrente, la cui domanda è stata accolta, ovvero nei confronti del curatore quando la domanda è stata respinta. Nel primo caso, al procedimento partecipa il curatore». La revocazione, impugnazione straordinaria, è diretta a cautelare un provvedimento che abbia già acquistato efficacia di giudicato. Con essa il curatore, il creditore e il titolare di diritti su beni immobili e mobili possono chiedere che il provvedimento di accoglimento o di rigetto siano revocati perché si è venuti successivamente a conoscenza che è stato determinato da falsità, dolo, errore essenziale di fatto o mancata conoscenza di documenti decisivi che non sono stati prodotti tempestivamente per causa non imputabile. Il termine di trenta giorni per proporre la revocazione decorre dalla scoperta del vizio.
Tutte le impugnazioni si propongono al tribunale fallimentare che provvede con decreto motivato entro sessanta giorni dalla comparizione delle parti. Contro tale decreto può essere proposto ricorso in cassazione nel termine di trenta giorni dalla comunicazione del medesimo a cura della cancelleria. La mancata presentazione della domanda di ammissione allo stato passivo non ne preclude la presentazione in un momento successivo. Per esaminare le domande tardive, il giudice delegato provvede alla fissazione di una o più udienze. Il processo si svolge poi nelle stesse forme previste per le domande tempestive. Si considerano tardive, le domande presentate oltre i termini di trenta giorni dall'udienza fissata per l'esame dello stato passivo, ma non oltre 1 anno dall'esecutorietà dello stato passivo. Decorso tale termine, le domande sono ammissibili solo ove il creditore provi che il ritardo non sia dipeso da causa a lui imputabile.

### Composizione e liquidazione dell'attivo
Con la riforma il curatore fallimentare è diventato il vero organo motore della procedura; infatti a questi vengono attribuiti i compiti di amministrazione, di liquidazione e di conservazione del patrimonio del debitore; il ruolo del giudice delegato è relegato unicamente ad una funzione di controllo sullo svolgimento regolare della procedura fallimentare; è mutato profondamente anche il ruolo del comitato dei creditori, che è stato limitato ad una valutazione sulle scelte economiche delle operazioni liquidatorie, tramite pareri, autorizzazioni da far pervenire al curatore.
L'articolo 84 della legge fallimentare nel comma 1 predispone che "dichiarato il fallimento, il curatore procede, secondo le norme stabilite dal codice di procedura civile, all'apposizione dei sigilli sui beni che si trovano nella sede principale dell'impresa e sugli altri beni del debitore", se necessario anche con l'ausilio della forza pubblica (comma 2). Qualora "i beni o le cose si trovano in più luoghi e non è agevole l'immediato completamento delle operazioni, l'apposizione dei sigilli può essere delegata a uno o più coadiutori designati dal giudice delegato" (comma 3).
Una volta posti i sigilli ed identificati i beni del fallito si procede all'inventario: in questo vanno compresi tutti i beni del fallito e quelli che si presumono tali, compresi i beni che si trovano in possesso di terzi. Per i beni di terzi rinvenuti in un luogo appartenente al fallito, sarà compito dei primi provare l'estraneità del bene al patrimonio del fallito. L'inventario viene redatto dal curatore, dopo aver avvisato il fallito e il comitato dei creditori, con l'assistenza del cancelliere, e deve contenere una descrizione analitica dei beni, il loro valore stabilito da uno stimatore (articolo 87 comma 1 della legge fallimentare.). L'inventario deve essere "redatto in doppio originale e sottoscritto da tutti gli intervenuti. Uno degli originali deve essere depositato nella cancelleria del tribunale" (articolo 87 comma 3 della legge fallimentare).
Entro sessanta giorni dalla redazione dell'inventario il curatore "predispone un programma di liquidazione da sottoporre all'approvazione del comitato dei creditori" (articolo 104-ter comma 1 della legge fallimentare) e all'approvazione del giudice delegato. Il parere del comitato dei creditori è vincolante e, nel caso in cui questi non accettino il programma, sarà compito del curatore effettuare le opportune modifiche e sottoporre nuovamente al parere del comitato dei creditori e successivamente ad approvazione del giudice delegato. Quest'ultimo non può sindacare eventuali decisioni prese dal curatore ed accettate dai creditori, ma si deve limitare ad una valutazione relativa alla conformità alla legge del programma. Nel comma 2 dell'articolo 104-ter della legge fallimentare si stabiliscono le modalità ed i termini per la realizzazione dell'attivo:
1. "l'opportunità di disporre l'esercizio provvisorio dell'impresa, o di singoli rami di azienda, ai sensi dell'art. 104, ovvero l'opportunità di autorizzare l'affitto dell'azienda, o di rami, a terzi ai sensi dell'art. 104-bis; "Il legislatore dà l'opportunità al curatore, ancor prima della presentazione del programma, di disporre l'esercizio provvisorio dell'impresa (articolo 104) e l'affitto dell'impresa (104-bis) ogniqualvolta ciò serva a tutelare interessi e bene aziendali.
2. "la sussistenza di proposte di concordato ed il loro contenuto; "
3. "le azioni risarcitorie, recuperatorie o revocatorie da esercitare ed il loro possibile esito; "
4. "le possibilità di cessione unitaria dell'azienda, di singoli rami, di beni o di rapporti giuridici individuabili in blocco; "
5. "le condizioni della vendita dei singoli cespiti.”

La vendita dei beni del fallito è affidata al curatore secondo le modalità previste dall'articolo 105 della legge fallimentare e sarà compito del giudice delegato ordinare con decreto la cancellazione delle iscrizioni e trascrizioni relative ai beni venduti. Il legislatore si è preoccupato di tutelare, ove possibile, il complesso aziendale: infatti per la vendita dei singoli beni aziendali può essere effettuata solo se risulti impossibile e meno vantaggioso vendere l'intero complesso aziendali o dei suoi rami, cercando di tutelare la conservazione dell'impresa. L'articolo 105 della legge fallimentare prevede che "la liquidazione dei singoli beni... è disposta quando risulta prevedibile che la vendita dell'intero complesso aziendale, di suoi rami, di beni o rapporti giuridici individuabili in blocco non consenta una maggiore soddisfazione dei creditori". In caso di cessione della "attività e delle passività dell'azienda o di alcuni suoi rami, o di rapporti giuridici individuabili in blocco" è esclusa la responsabilità dell'acquirente per i debiti dell'azienda ceduta. Nei fatti, salvi casi particolari di interventi operati da ex dipendenti o creditori per rilevare l'azienda, il più spesso i beni vengono svenduti dopo anni, quando la loro utilizzabilità è ormai compromessa.

### Ripartizione dell'attivo
Una volta espletate tutte le procedure di accertamento del passivo, si provvede, secondo le norme previste nel capo VII della legge fallimentare, alla ripartizione dell'attivo che consiste nella distribuzione della somma ricavate dalla vendita e delle somme altrimenti pervenute al fallimento. Alla ripartizione dell'attivo possono partecipare solo i creditori ammessi al passivo; eventuale partecipazione di altri creditori deve avvenire previa insinuazione tardiva al passivo.
Per quanto riguarda l'ordine di distribuzione del ricavato, l'articolo 111 della legge fallimentare fornisce un chiaro quadro: "Le somme ricavate dalla liquidazione dell'attivo sono erogate nel seguente ordine:
1. per il pagamento dei crediti prededucibili"; questi sono, sia quei crediti sorti durante l'esercizio provvisorio dell'impresa, sia quei crediti sorti direttamente a seguito di provvedimenti di liquidazione da parte del curatore. Tali crediti saranno i primi ad essere soddisfatti.
2. "per il pagamento dei crediti ammessi con prelazione sulle cose vendute secondo l'ordine assegnato dalla legge; "
3. "per il pagamento dei creditori chirografari, in proporzione dell'ammontare del credito per cui ciascuno di essi fu ammesso, compresi i creditori indicati al n. 2, qualora non sia stata ancora realizzata la garanzia, ovvero per la parte per cui rimasero non soddisfatti da questa."

I crediti assistiti da prelazione "hanno diritto di prelazione per il capitale, le spese e gli interessi … sul prezzo ricavato dalla liquidazione del patrimonio mobiliare” (articolo 111-quater comma 1 della legge fallimentare). I crediti garantiti da pegno ed ipoteca e quelli garantiti da privilegio speciale hanno diritto di prelazione sul prezzo ricavato dai beni ove vi era tale diritto e nel caso in cui tali beni si mostrino insufficienti, anche questi creditori concorreranno al soddisfacimento del proprio credito restante parallelamente agli altri creditori.
Sempre rimanendo in tema di ripartizione dell'attivo, l'articolo 112 della legge fallimentare disciplina la partecipazione dei creditori ammessi tardivamente: questi concorreranno solo per le ripartizioni future alla loro ammissione in maniera proporzionale al loro credito salvo potersi rifare sugli altri creditori qualora possano vantare cause di prelazione o se il ritardo per non è imputabile a loro. Le ripartizioni secondo l'articolo 110 della legge fallimentare verranno effettuate a cura del curatore ogni quattro mesi "a partire dalla data del decreto previsto dall'art. 97 della legge fallimentare" (Comunicazione dell'esito del procedimento di accertamento del passivo) "o nel diverso termine stabilito dal giudice delegato" e dovrà presentare un prospetto delle somme disponibili ed un progetto per la ripartizione delle stesse. Le somme possono essere ripartite ogni qualvolta vi sono denari sufficienti in modo da diminuire il danno ai creditori. La ripartizione può avvenire dopo l'approvazione del giudice delegato e sempre tenendo conto degli articoli 111-bis-ter-quater della legge fallimentare.
Il curatore è tenuto a rendere il conto al giudice delegato delle operazioni contabili e delle attività di gestione della procedura tramite un rendiconto (articolo 116 comma 1 della legge fallimentare). "Il giudice ordina il deposito del conto in cancelleria e fissa l'udienza fino alla quale ogni interessato può presentare le sue osservazioni o contestazioni" (articolo 116 comma 2 della legge fallimentare). È bene precisare che il curatore nel giudizio di rendiconto può essere condannato al risarcimento dei danni derivanti dal suo comportamento "omissivo o commissivo". Se all'udienza stabilita non sorgono contestazioni o su queste viene raggiunto un accordo, il giudice approva il conto con decreto; altrimenti, fissa l'udienza innanzi al collegio che provvede in camera di consiglio. Questi procedimenti devono essere svolti prima della chiusura del fallimento. Nel riparto finale vengono distribuiti "anche gli accantonamenti precedentemente fatti", però, nel caso in cui il provvedimento non sia ancora passato in giudicato, la somma è depositata nei modi previsti dal giudice delegato per essere pronta ad essere distribuita ai "creditori cui spetta o fatta oggetto di riparto supplementare fra gli altri creditori" (articolo 117 comma 2 della legge fallimentare). "Decorsi cinque anni dal deposito, le somme non riscosse dagli aventi diritto e i relativi interessi, se non richieste da altri creditori, rimasti insoddisfatti, sono versate a cura del depositario all'entrata del bilancio dello Stato" (articolo 117 comma 4 della legge fallimentare).
Approvato il conto e liquidato il compenso del curatore, il giudice delegato, sentite le proposte del curatore, ordina il riparto finale (articolo 117 comma 1 della legge fallimentare).

### La chiusura
Oltre che per concordato fallimentare, il fallimento si chiude:
- Per la mancata presentazione di domande di ammissione allo stato passivo nel termine stabilito dalla sentenza dichiarativa di fallimento.
- Per il pagamento integrale dei creditori ammessi al passivo e di tutti i debiti e le spese da soddisfare in prededuzione prima della ripartizione dell'attivo.
- Per ripartizione integrale dell'attivo.
- Per l'impossibilità di continuare utilmente la procedura per insufficienza dell'attivo. Non è causa di chiusura la morte del fallito, in quanto la procedura può proseguire per sussistenza di attivo da liquidare. Con decreto motivato del tribunale si dichiara la chiusura del fallimento, su istanza del curatore, del fallito o d'ufficio.

Nei casi in cui l'attivo non sia stato sufficiente a soddisfare tutti i creditori, il tribunale, prima di emanare il decreto di chiusura, deve sentire il comitato dei creditori e il fallito. Nei confronti del decreto di chiusura si può proporre reclamo alla corte d'appello. Contro il decreto della corte d'appello che decide sul reclamo può essere proposto ricorso per cassazione nel termine di trenta giorni dalla notifica o comunicazione del provvedimento. Il decreto di chiusura acquista efficacia quando siano trascorsi i termini per il reclamo o sia stato definitivamente respinto.
Con la chiusura cessano gli effetti del fallimento sia per il fallito e sia per i creditori; decadono gli organi preposti a tale procedura e i creditori possono proporre azioni individuali nei confronti dell'ex fallito salvo l'ammissione del fallito al beneficio dell'esdebitazione che consente la dichiarazione di inegisibilità dei debiti residui impagati: quest'ultima è esperibile dalle sole persone fisiche, mentre non è ammessa per le società.
Le procedure fallimentari vanno avanti troppo spesso per tempi lunghissimi, nella speranza per il curatore che si scoprano nuovi beni (il compenso del curatore è calcolato in percentuale sull'attivo) e nel generale malfunzionamento dell'amministrazione della Giustizia, anche quando, come nel caso del fallimento, la procedura è in gran parte delegata ad un libero professionista (curatore fallimentare). In effetti, tra le numerose condanne che l'Italia ha subito dalla Corte europea dei diritti dell'uomo (in sigla CEDU) per inefficienze del proprio sistema giudiziario, ve ne sono alcune anche nel campo delle procedure fallimentari

## Effetti

### Nei confronti del fallito
Ai sensi dell'articolo 42 della legge fallimentare la sentenza che dichiara il fallimento priva dalla sua data il fallito dell'amministrazione e della disponibilità dei suoi beni esistenti alla data di dichiarazione di fallimento, anche da i beni che a questi prevengano durante la procedura. Tuttavia il curatore, previa autorizzazione del comitato dei creditori, può rinunciare ad acquisire i beni che pervengono al fallitose i costi da sostenere per il loro acquisto e la loro conservazione risultino superiori al valore presumibile di realizzo degli stessi. Il fallito perde così la disponibilità dei propri diritti patrimoniali, che sono in sua vece esercitati dal curatore fallimentare. Lo spossessamento colpisce pure i beni in possesso del fallito, ma di proprietà di terzi: questi per recuperarli potranno richiedere, in sede fallimentare, la rivendicazione, la restituzione o la separazione, salva la collaborazione di questi ultimi se decidano di non recuperarli. Il curatore fallimentare sta in giudizio per le controversione relative ai rapporti di diritto fallimentare del fallito; quest'ultimo rimane però legittimato nei giudizi relativi a rapporti personali o a beni esclusi secondo quanto previsto dalla legge. Sono esclusi i beni previsti dall'articolo 46 della legge fallimentare in quanto considerati indispensabili per il fallito, cioè i diritti e i beni necessari al proprio sostentamento e a quello della propria famiglia ovvero:
1. i beni ed i diritti di natura strettamente personale;
2. gli assegni aventi carattere alimentare, gli stipendi, pensioni, salari e ciò che il fallito guadagna con la sua attività entro i limiti di quanto occorre per il mantenimento suo e della famiglia;
3. i frutti derivanti dall'usufrutto legale sui beni dei figli, i beni costituiti in fondo patrimoniale e i frutti di essi, salvo quanto è disposto dall'articolo 170 del codice civile;
4. (i frutti dei beni costituiti in dote e i crediti dotati, salvo quanto è disposto dall'art. 188 del codice civile); disposizione soppressa dal legislatore nel 2006;
5. le cose che non possono essere pignorate per disposizione di legge.

Parallelamente, in caso di necessità, il giudice delegato, sentiti il curatore e il comitato dei creditori, può disporre per il fallito un assegno mensile a titolo di sussidio alimentare. Il giudice nell'attribuzione del sussidio, potrà tenere conto anche di eventuali spese mediche a cui deve far fronte il fallito qualora queste non sono coperte dal Servizio Sanitario Nazionale. Altra conseguenza è rappresentato dalla limitaizone alla libertà e segretezza della corrispondenza, infatti il fallito (nel caos si tratti di persona fisica) è tenuto a consegnare al curatore la propria corrispondenza di ogni genere, inclusa quella elettronica, riguardante i rapporti compresi nel fallimento., mnetre nel caso in cui non si tratti di persona fisica è consegnata al curatore. Il fallito è inoltre tenuto a comunicare al curatore ogni cambiamento della propria residenza o del proprio domicilio (articolo 49 comma 1 della legge fallimentare); è stato eliminato l'obbligo di dimora previsto in precedenza ed in caso di legittimo impedimento o di altro giustificato motivo, il giudice può autorizzare l'imprenditore o il legale rappresentante della società o enti soggetti alla procedura di fallimento a comparire per mezzo di mandatario (articolo 49 comma 3 della legge fallimentare).
Riguardo infine la cessazione delle incapacità a carco del fallito, ai sensi del decreto legislativo del 9 gennaio 2006, n. 5 istituto della riabilitazione del fallito è stato abrogato - assieme al registro dei falliti - e non sono necessari ulteriori atti al riguardo, quindi gli effetti cessano automaticamente al concludersi di siffatta procedura La sentenza della Corte costituzionale 27 febbraio 2008 n 39 ha poi ribadito che le incapacità personali derivanti dalla dichiarazione di fallimento non possano perdurare oltre la chiusura della procedura concorsuale Gli interessati possono a richiesta chiedere la cancellazione della sentenza di fallimneto dal casellario giudiziario; circa la sussistenza di eventuali debibiti non onorati durante la procedura, in presenza di particolari requisiti oggettivi e soggettivi, il fallito può essere ammesso al beneficio della esdebitazione.

### Nei confronti dei creditori
Gli effetti del fallimento oltre che in capo al fallito si producono anche nei confronti dei creditori; tali effetti sono regolati dalla legge fallimentare nella Sezione II del Capo III, articoli dal 52 al 63. Il primo effetto derivante nei confronti dei creditori dalla dichiarazione di fallimento è rappresentato dall'articolo 51 della legge fallimentare che prevede che "salvo diversa disposizione della legge, dal giorno della dichiarazione di fallimento nessuna azione individuale esecutiva o cautelare, anche per crediti maturati durante il fallimento, può essere iniziata o proseguita sui beni compresi nel fallimento”. La giurisprudenza è unanime nel ritenere l'impossibilita della prosecuzione di azioni di esecuzione per l'espropriazione, mentre sussistono ancora dei dubbi per quanto concerne l'esecuzione forzata concernente beni mobili o obblighi di fare.
Secondo l'articolo 52 della legge fallimentare, il fallimento "apre il concorso dei creditori sul patrimonio del fallito", con la conseguenza che questi per potersi soddisfare devono partecipare alla procedura fallimentare. In tal modo il legislatore garantisce che tutti i creditori vantanti un credito, che partecipano alla procedura fallimentare, vengano soddisfatti in maniera paritaria dal fallimento. Una volta dichiarato il fallimento, secondo l'articolo 55 comma 2 della legge fallimentare, tutti i crediti si considerano esigibili, in quanto si considerano scaduti dalla data si dichiarazione di fallimento. L'articolo 56 della legge fallimentare disciplina la "compensazione nel fallimento" disponendo che "i creditori hanno diritto di compensare coi loro debiti verso il fallito i crediti che essi vantano verso lo stesso, ancorché non scaduti prima della dichiarazione di fallimento". Grazie a tale disposizione i creditori riescono a sfuggire alla procedura fallimentare che certamente porterebbe loro un credito inferiore di quello vantato.
Sulla base di quanto sopra esposto ne deriva una deroga al principio di parità di trattamento, deroga che ha creato lunghe discussioni in seno alla Corte di Cassazione, considerando la compensazione come un modo di estinzione integrale delle obbligazioni. Per un lungo periodo la Corte ha considerato non ammissibile la compensazione per evitare l'elusione della regola della par condicio, arrivando poi ad ammettere la possibilità di compensare a condizione che la causa del credito fosse anteriore alla dichiarazione del fallimento. è questa la soluzione maggiormente accolta dalla giurisprudenza. Una parte della dottrina ritiene più equa un'altra lettura di tale articolo della legge fallimentare, ai sensi della quale va considerata l'irrilevanza del fallimento ai fini della compensazione legale, attribuendo parità di trattamento tra i creditori del fallito. Il legislatore, per evitare frodi nei confronti dei creditori, con il secondo comma dell'art. 56 dispone che "per i crediti non scaduti la compensazione tuttavia non ha luogo se il creditore ha acquistato il credito per atto tra i vivi dopo la dichiarazione di fallimento o nell'anno anteriore".

### Sugli atti pregiudizievoli ai creditori
Con la dichiarazione di fallimento, vista la probabile insufficienza del patrimonio del fallito, la tutela del credito muta da una dimensione individuale ad una collettiva. Secondo l'articolo 2740 del codice civile il debitore risponde con tutti i suoi beni passati e futuri dell'adempimento delle obbligazioni. Il debitore ha il dovere di conservare il proprio patrimonio, necessario per l'adempimento delle future obbligazioni, ma ciò non porta il debitore ad una limitazione o ad una mancata disponibilità del patrimonio stesso. Il legislatore per introdurre una maggiore tutela nei confronti dei creditori, ha previsto nell'articolo 2901 del codice civile che "il creditore può domandare che siano dichiarati inefficaci nei suoi confronti gli atti di disposizione del patrimonio con i quali il debitore rechi pregiudizio alle sue ragioni".
Tale norma è ripresa dalla legge fallimentare nell'articolo 66 prevedendo una tutela più dettagliata e particolareggiata; a corollario di quanto sopra esposto, l'articolo 66 della legge fallimentare prevede che "il curatore può domandare che siano dichiarati inefficaci gli atti compiuti dal debitore in pregiudizio dei creditori, secondo le norme del codice civile" (comma 1). "L'azione si propone dinanzi al tribunale fallimentare, sia in confronto del contraente immediato, sia in confronto dei suoi aventi causa nei casi in cui sia proponibile contro costoro” (comma 2). Grazie a questa norma i beni ormai non facenti più parte del patrimonio del fallito continuano a costituire una garanzia per i creditori. La norma sulla revocatoria ordinaria e quella sulla revocatoria fallimentare (articolo 67 della legge fallimentare) sono molto simili, ma differiscono per alcuni aspetti: nella revocatoria ordinaria l'onere della prova ricade sulla figura del curatore che è tenuto a provare che il credito che vantano i creditori era già sorto al momento del compimento dell'atto che si presume come pregiudizievole e che tale atto abbia effettivamente pregiudicato le garanzie dei creditori. Se il credito è rappresentato da un bene successivamente oggetto di un contratto di vendita stipulato dall'acquirente in buona fede, il curatore non potrà chiedere la restituzione del bene all'acquirente, ma potrà promuovere un'azione risarcitoria nei confronti dall'alienante pari al valore del bene venduto. Al contrario nella revocatoria fallimentare vi è la presunzione della conoscenza dello stato di insolvenza, sia del primo acquirente, sia degli acquirenti successivi e l'onore probatorio cade sulla figura dell'attore.
Sotto un altro profilo bisogna precisare che l'azione revocatoria va esercitata entro cinque anni con la distinzione che questo termine decorre dalla data dall'atto (articolo 2903 del codice civile) per quanto riguarda la revocatoria ordinaria, mentre per la revocatoria fallimentare sono revocabili atti compiuti dal fallito nei 6 mesi o un anno antecedenti alla dichiarazione di fallimento. Dalla revocatoria deve essere distinta l'inefficacia ex legge che il legislatore prevede per gli atti a titolo gratuito e il pagamento di debiti non scaduti compiuti nei 2 anni prima della dichiarazione di fallimento.
L'azione revocatoria fallimentare è disciplinata dall'articolo 67 della legge fallimentare che prevede:
- gli atti estintivi di debiti pecuniari scaduti ed esigibili non effettuati con danaro o con altri mezzi normali di pagamento, se compiuti nell'anno anteriore alla dichiarazione di fallimento (comma 2);
- i pegni, le anticresi e le ipoteche volontarie costituiti nell'anno anteriore alla dichiarazione di fallimento per debiti preesistenti non scaduti (comma 3);
- i pegni, le anticresi e le ipoteche giudiziali o volontarie costituiti entro sei mesi anteriori alla dichiarazione di fallimento per debiti scaduti (comma 4).

Il legislatore, oltre a fornirci un elenco di atti soggetti alla revocatoria fallimentare, ci fornisce un ulteriore elenco di atti esclusi dalla revocatoria:
1. "i pagamenti di beni e servizi effettuati nell'esercizio dell'attività d'impresa nei termini d'uso”;
2. "le rimesse effettuate su un conto corrente bancario, purché non abbiano ridotto in maniera consistente e durevole l'esposizione debitoria del fallito nei confronti della banca”;
3. "le vendite ed i preliminari di vendita trascritti ai sensi dell'art. 2645-bis del codice civile, i cui effetti non siano cessati ai sensi del comma terzo della suddetta disposizione, conclusi a giusto prezzo ed aventi ad oggetto immobili ad uso abitativo, destinati a costituire l'abitazione principale dell'acquirente o di suoi parenti e affini entro il terzo grado”;
4. "gli atti, i pagamenti e le garanzie concesse su beni del debitore purché posti in essere in esecuzione di un piano che appaia idoneo a consentire il risanamento della esposizione debitoria dell'impresa e ad assicurare il riequilibrio della sua situazione finanziaria e la cui ragionevolezza sia attestata da un professionista iscritto nel registro dei revisori contabili e che abbia i requisiti previsti dall'art. 28, lettere a) e b) ai sensi dell'art. 2501-bis, comma 4, del codice civile”;
5. "gli atti, i pagamenti e le garanzie posti in essere in esecuzione del concordato preventivo, dell'amministrazione controllata, nonché dell'accordo omologato ai sensi dell'art. 182-bis”;
6. "i pagamenti dei corrispettivi per prestazioni di lavoro effettuate da dipendenti ed altri collaboratori, anche non subordinati, del fallito”;
7. "i pagamenti di debiti liquidi ed esigibili eseguiti alla scadenza per ottenere la prestazione di servizi strumentali all'accesso alle procedure concorsuali di amministrazione controllata e di concordato preventivo”.

### Sui rapporti giuridici preesistenti
L'articolo 72 della legge fallimentare disciplina gli effetti del fallimento sui "rapporti pendenti": tale norma prevede che qualora un contratto non sia stato eseguito da entrambe le parti o da una parte e "nei confronti di una di esse" venga dichiarato il fallimento, l'esecuzione del contratto "rimane sospesa, fino a quando il curatore dichiara di subentrare nel contratto in luogo del fallito, assumendo tutti i relativi obblighi, ovvero di sciogliersi dal medesimo salvo che, nei contratti ad effetti reali, sia già avvenuto il trasferimento del diritto”.
Tale norma si applica a tutti i contratti a prestazioni corrispettive non eseguiti da entrambe o da una delle parti. Il contraente ha la possibilità di mettere in mora il curatore tramite l'assegnazione, da parte del giudice, di un termine non superiore a sessanta giorni, spirato il quale il contratto tra le parti si considera sciolto (articolo 72 comma 2 della legge fallimentare). In caso di scioglimento del contratto, il contraente, potrà far valere il proprio credito, tramite l'insinuazione al passivo, ma non potrà chiedere un eventuale risarcimento del danno (articolo 72 comma 4 della legge fallimentare). Nel caso in cui il contratto sciolto avesse ad oggetto un immobile, il venditore potrà far valere il proprio credito tramite l'insinuazione al passivo godendo di un particolare privilegio (articolo 2775-bis del codice civile) sul bene immobile oggetto del contratto.
L'articolo 72, comma 6 della legge fallimentare ha un carattere di specialità, poiché deroga gli articoli 1460 e 1461 del codice civile: infatti tali norme prevedono rispettivamente che "nei contratti con prestazioni corrispettive, ciascuno dei contraenti può rifiutarsi di adempiere la sua obbligazione, se l'altro non adempie o non offre di adempiere contemporaneamente la propria, salvo che termini diversi per l'adempimento siano stati stabiliti dalle parti o risultino dalla natura del contratto" (art. 1460) e che "ciascun contraente può sospendere l'esecuzione della prestazione da lui dovuta, se le condizioni patrimoniali dell'altro sono divenute tali da porre in evidente pericolo il conseguimento della controprestazione, salvo che sia prestata idonea garanzia” (art. 1461). L'articolo 72, comma 6 della legge fallimentare prevede infatti che sono "inefficaci le clausole negoziali che fanno dipendere la risoluzione del contratto dal fallimento".
Come già accennato il subingresso nel contratto deve essere disposto dal curatore ogniqualvolta risulti conveniente; la dichiarazione di subingresso deve essere esplicitamente prevista con un atto espresso ed implicherà l'acquisto di tutti i diritti derivanti dal contratto e l'assunzione dell'obbligazione da questa derivanti. Per quanto concerne la prosecuzione dei contratti durante l'esercizio provvisorio d'impresa, il legislatore ha emanato una norma ad hoc (articolo 104 della legge fallimentare) nel quale prevede che "durante l'esercizio provvisorio i contratti pendenti proseguono, salvo che il curatore non intenda sospenderne l'esecuzione o scioglierli". Tale legge ha sempre carattere generale, ma, al contrario dell'articolo 72 della legge fallimentare che si occupa di rapporti pendenti in caso di fallimento, prevedendo la sospensione della prosecuzione fino alla decisione del curatore, nella disposizione appena citata, è prevista l'automatica prosecuzione dei contratti, dando sempre la possibilità al curatore di sospenderli o scioglierli, qualora lo ritenga opportuno. Gli articoli 72bis e seguenti della legge fallimentare, dettano poi disposizioni speciali con riferimento a determinati contratti.
Suscita particolare interesse la disciplina dei contratti relativi ad immobili da costruire. Infatti con il decreto legislativo 12 settembre 2007, n. 169 si pongono elementi di tutela dell'acquirente dal contratto preliminare fino alla consegna dell'immobile; la legge prevede che l'imprenditore dia una fideiussione a garanzia dei soldi versati all'acquirente; in tal modo in caso di fallimento l'acquirente potrà sciogliere il contratto, prima che il curatore comunichi la sua scelta tra l'esecuzione o lo scioglimento, escutendo la fideiussione. "In ogni caso, la fideiussione non può essere escussa dopo che il curatore ha comunicato di voler dare esecuzione al contratto" (articolo 72-bis della legge fallimentare). Altra fattispecie particolare è disciplinata dall'articolo 73 della legge fallimentare, il quale si occupa della vendita con riserva di proprietà nel caso in cui il compratore fallisca e il prezzo del bene debba essere pagato a termine o a rate; tale norma prevede che il venditore possa chiedere una cauzione a meno che il curatore non decida di pagare subito l'intero importo dovuto scontato degli interessi legali.
Il legislatore regola anche l'ipotesi della vendita di un bene mobile spedito prima della dichiarazione di fallimento ma non ancora a disposizione del fallito: a tal proposito la legge prevede che il venditore può rientrare in possesso del bene, addossandosi le eventuali spese e restituendo al fallito gli acconti ricevuti, sempre che "non preferisca dar corso al contratto facendo valere nel passivo il credito per il prezzo, o il curatore non intenda farsi consegnare la cosa pagandone il prezzo integrale" (articolo 75 della legge fallimentare). Per quanto riguarda il contratto d'affitto d'azienda il fallimento non è una causa di scioglimento dello stesso, ma entrambe le parti possono recedere dal contratto entro sessanta giorni corrispondendo all'altra parte un equo indennizzo che verrà determinato dal giudice delegato (articolo 79 della legge fallimentare). Disciplina simile è applicata anche al caso di contratto di locazione di immobile: anche in tal caso il fallimento non scioglie il contratto di locazione ma, qualora la durata del contratto ecceda i quattro anni dalla dichiarazione di fallimento, il curatore ha la possibilità, entro un anno dalla dichiarazione di fallimento, di recedere dal contratto, salvo il dover corrispondere un indennizzo per l'anticipato recesso che verrà sempre determinato dal giudice delegato. Il recesso non ha efficacia immediata, ma inizia a decorrere trascorsi i quattro anni dalla data di dichiarazione di fallimento (articolo 80 della legge fallimentare).
Altra fattispecie regolata dal codice è rappresentata dal contratto d'appalto. Si prevede in particolare che in caso di fallimento di una delle due parti, il contratto si considera sciolto se il curatore non dichiara entro sessanta giorni di voler subentrare nel rapporto dandone comunicazione all'altra parte e fornendo le garanzie necessarie per la prosecuzione dei lavori (articolo 81 della legge fallimentare). Per quello che riguarda le imprese editoriali, l'articolo 135 della Legge sul diritto d'autore prevede che il fallimento non determina la risoluzione del contratto di edizione. Tuttavia il contratto si scioglie se il curatore entro l'anno dal fallimento non riesce ad assicurare la continuità aziendale o riesce a trovare un editore subentrante. L'autore a sua volta può chiedere lo scioglimento del contratto se reputa l'editore subentrante non adeguato.